# Marzena Nieczuja-Urbańska
Marzena Nieczuja-Urbańska – polska aktorka teatralna, telewizyjna i filmowa; reżyserka i pierwsza w Polsce pieśniarka fado.
Zajmuje się ponadto edukacją teatralną i dramową. Pracuje z młodzieżą w Teatrze Nauczania Wybrzeżak, a także prowadzi teatr „Medium”, działający przy Starogardzkim Centrum Kultury oraz warsztaty dla młodzieży.
Jest laureatką kilku nagród, w tym Nagrody Marszałka Województwa Pomorskiego, przyznanej dwukrotnie: w 2004 r. za recital pieśni Fado, a w 2016 Nagrody Specjalnej za książkę „Teatr... jest całym moim życiem. Opowieść o Ryszardzie Majorze”.

## Biografia
W 1984 r. ukończyła Studium Aktorskie przy Teatrze Wybrzeże. W latach 1984–1987 grała na deskach Teatru im. Siemaszkowej w Rzeszowie. Następnie przeniosła się do Teatru Wybrzeże, gdzie występuje od 1987 roku. Współpracowała także z Teatrem im. Juliusza Osterwy w Gorzowie Wielkopolskim.
9 października 2003 na Scenie Kameralnej Teatru Wybrzeże miał premierę jej recital pieśni „Fado”, w którym po raz pierwszy teksty fado zostały zaśpiewane w języku polskim (tłumaczenia dokonał Tomasz Olszewski).  W spektaklu „Fado – wieczór drugi” (premiera 16 kwietnia 2005), Nieczuja-Urbańska śpiewała już teksty napisane od początku po polsku teksty autorstwa Janusza Kukuły (dyrektora Teatru Polskiego Radia). Do kolejnego recitalu, „Fatum”, mającego premierę w 3 lipca 2010 na deskach Sceny Letniej Teatru Wybrzeże, teksty pisali Janusz Kukuła, Szymon Jachimek, Zofia Beszczyńska i Joanna Dziedziul. Jej głos opisany został jako „mocny, głęboki, z lekką chrypką, naturalnie emitowany, o dużych walorach ekspresyjnych”.

## Twórczość

### Role teatralne
- 1982: Lucjan Rydel, Betleem polskie (reż. Marcel Kochańczyk)
- 1982: Aleksander Fredro, Zemsta (reż. Stanisław Hebanowski)
- 1982: Witold Gombrowicz, Ślub (reż. Ryszard Major)
- 1983: Tibor Dery, Reportaż z pop-festiwalu (reż. Krzysztof Gordon)
- 1983: William Shakespeare, Romeo i Julia jako Julia (Studium Aktorskie) (reż. Florian Staniewski)
- 1983: Alba Federico García Lorca, Dom Bernardy (reż. Stanisław Różewicz)
- 1984: Alfred Jarry, Ubu Król jako Komentator (reż. Ryszard Major)
- 1984: Stefan Żeromski, Turoń jako Chłopka (reż. Stanisław Wieszczycki)
- 1985: Stanisław Ignacy Witkiewicz, Matka jako Janina Węgorzewska, Nieznajoma młoda osoba (reż. Stanisław Wieszczycki)
- 1986: Stanisław Ignacy Witkiewicz, Oni jako Rosika Prangier (reż. Wanda Laskowska)
- 1986: Edward Radziński, Łunin, czyli Śmierć Kubusia Fatalisty jako Ona (reż. Stanisław Wieszczycki)
- 1988: Jan Skotnicki, Latający Rumak jako Panna/Żona (reż. Jan Skotnicki)
- 1988: Władysław Zawistowski, Stąd do Ameryki jako Anka Solarz (reż. Mikołaj Grabowski)
- 1989: Thomas Middleton, Cnotliwa panna z ulicy Taniej jako Jugg (reż. Marek Okopiński)
- 1989: Włodzimierz Majakowski, Pluskwa jako Zoja Bieriozkina (reż. Ryszard Major)
- 1989: Ignacy Witkiewicz, Pragmatyści Stanisław jako Kobieton (reż. Andrzej Markowicz)
- 1990: August Strindberg, Panna Julia jako Krystyna (reż. Krzysztof Babicki)
- 1991: Każdemu wolno kochać (reż. Dorota Kolak)
- 1992: William Shakespeare, Antoniusz i Kleopatra jako Charmian (reż. Krzysztof Babicki)
- 1992: Arthur Miller, Śmierć komiwojażera jako Panna Forsythe (reż. Feliks Falk)
- 1992: Hans Christian Andersen, Królowa Śniegu jako: postać ze "Snów pałacowych", Wróżka Kwiatów, Zbójca (reż. Włodzimierz Nurkowski)
- 1992: Sławomir Mrożek, Indyk jako Laura (reż. Stefan Chazbijewicz)
- 1992: Hans Fallada, I cóż dalej szary człowieku? jako Konferansjer (reż. Marcel Kochańczyk)
- 1993: Juliusz Słowacki, Fantazy (Nowa Dejanira) jako Helenka (reż. Szczepan Szczykno)
- 1993: Zapolska Gabriela, Moralność pani Dulskiej jako Lokatorka (reż. Adam Orzechowski)
- 1993: Franz Kafka, Proces jako Panna Bürstner, Garbuska (reż. Ryszard Major)
- 1994: Władysław Zawistowski, Farsa z ograniczoną odpowiedzialnością jako Sandra (reż. Ryszard Major)
- 1994: Gogol Mikołaj, Rewizor jako Żona Dobczyńskiego (reż. Bogdan Ciosek)
- 1994: Matthew Barrie, Piotruś Pan James jako Lilia Tygrysica (reż. Roger Redfarn)
- 1995: Tony Kushner, Anioły Ameryki jako Belize-Pan Bajer (reż. Wojciech Nowak)
- 1996: Kolędować małemu (reż. Teresa Lisowska)
- 1996: William Shakespeare, Sen nocy letniej jako Elf w orszaku króla i królowej (reż. Ryszard Major)
- 1996: William Shakespeare, Sen nocy letniej jako Helena (gościnnie) (reż. Ryszard Major)
- 1996: William Shakespeare, Hamlet, książę Danii jako Aktorka (reż. Krzysztof Nazar)
- 1997: Izaak Babel, Zmierzch jako Dwojra (reż. Tadeusz Bradecki)
- 1998: Peter wg, Marat-Sade Weiss jako Pielęgniarka (reż. Krzysztof Nazar)
- 1999: Lewis Carroll, Alicja w krainie czarów jako Księżna, Młoda Krabiczka (reż. Stefan Chazbijewicz)
- 1999: Pablo Picasso, Pożądanie schwytane za ogon (reż. Wiesław Górski)
- 1999: Molière, Medyk mimo chęci jako Lekarz (reż. Krzysztof Zaleski)
- 1999: Andrzej Bursa, Zabicie ciotki (reż. Wiesław Górski)
- 2000: Christopher Hampton, Niebezpieczne związki jako Emilia (reż. Waldemar Zawodziński)
- 2001: Thornton Wilder, Nasze miasto jako Julia Gibbs (reż. Bartłomiej Wyszomirski)
- 2001: Lucyna Ćwierciakiewiczowa, 365 obiadów albo rewia stołowa jako Dziewka kuchenna, Schizia (reż. Wiesław Hołdys, asystent reżysera: Marzena Nieczuja-Urbańska)
- 2002: Avi Kaiser, Przystanek końcowy Zaspa (reż. Avi Kaiser)
- 2002: Philip K. Dick, Wyznania łgarza jako Claudia Hambro (reż. Łukasz Barczyk)
- 2002: Bertolt Brecht, Dorothy Lane, Kurt Weill, Happy End jako Ćma (reż. Marjorie Hayes)
- 2002: Maciej Karpiński, Otello umiera jako Pani Trapszo (reż. Krzysztof Kopka)
- 2003: Fado. Recital pieśni portugalskich
- 2005: Fado. Wieczór drugi
- 2005: Zanim zaśniesz, pomyśl o mnie. Wieczór piosenek Anny German
- 2005: Stanisław Wyspiański, Wesele jako Gospodyni (reż. Rudolf Zioło)
- 2006: Jean Genet, Parawany jako Warda (reż. Krzysztof Babicki)
- 2007: Paweł Sala, Spalenie matki jako Laura (reż. Michał Kotański)
- 2007: William Shakespeare, Komedia omyłek jako Emilia (reż. Zbigniew Brzoza)
- 2008: Michał Walczak, Miasteczko G. jako Emilia (reż. Giovanny Castellanos)
- 2008: Oscar Wilde, Portret Doriana Graya jako Wiktoria Wotton (reż. zespół)
- 2009: Thomas Middleton, William Rowley, Zwodnica jako Izabela (reż. Kuba Kowalski)
- 2009: Marius Mayenburg von, Kamień (reż. Adam Nalepa)
- 2010: Bruno Jasieński, Bal manekinów jako Manekin w futrze (reż. Ryszard Major)
- 2010: Radosław Paczocha, Być jak Kazimierz Deyna jako Matka (reż. Piotr Jędrzejas)
- 2010: Fatum
- 2011: Heinrich von Kleist, Kasia z Heilbronnu jako Hrabina (reż. Krzysztof Rekowski)
- 2011: Adolf Nowaczyński, Willkommen w Zoppotach jako Pani Niuta Linowska (reż. Adam Orzechowski)
- 2012: Julia Holewińska, Ciała obce jako Jadwiga, Pani w kitlu, Uczennica, Chór (reż. Kuba Kowalski)
- 2012:  Jane Milmore, Billy van Zandt, skrzynk@pandory jako Peggy (reż. Adam Orzechowski)
- 2013: Jonathan Swift, Podróże Guliwera jako Lud Liliputu (lewica), Asiula, Prawa noga karła, M., Wróżka Krystyna, Stara klacz  (reż. Michał Derlatka)
- 2013: Noël Coward, Seans jako Doktor Joe Bradman (reż. Adam Orzechowski)
- 2014: Mikołaj Gogol, Martwe dusze jako Piękna Wdowa (reż. Janusz Wiśniewski)
- 2014: Friedrich Schiller, Maria Stuart jako Melvil (reż. Adam Nalepa)
- 2015: Antoni Słonimski, Murzyn warszawski jako Pola Hertmańska (reż. Adam Orzechowski)
- 2016: Tennessee Williams, Noc Iguany jako Frau Fahrenkopf (reż. Pia Partum)
- 2017: Radosław Paczocha, Urodziny, czyli ceremonie żałobne w czas radosnego święta (reż. Adam Orzechowski)
- 2017: Tracy Letts, Mary Page Marlowe jako Mary Page Marlowe, 69 lat (reż. Adam Orzechowski)
- 2018: Aleksander Fredro, Damy i huzary albo Play Fredro jako Pani Dyndalska (reż. Adam Orzechowski, asystent reżysera Marzena Nieczuja-Urbańska)
- 2019: Stanisław Moniuszko, Karmaniola czyli od Sasa do Lasa jako Niania (reż. Paweł Aigner)
- 2020: Gabriela Zapolska, Żabusia jako Milewska (reż. Jarosław Tumidajski)

### Reżyseria
- 2002: William Shakespeare, Romeo i Julia – reżyseria  (Teatr Wybrzeżak)
- 2003: Kurt Vonnegut, W dniu urodzin Wandy June – reżyseria (Teatr Wybrzeżak)
- 2003: Copi, Wizyta nie w porę – reżyseria  (Teatr Wybrzeżak)

### Teatr telewizji
- 1998: Misterium wielkanocne”, jako Chór Kapników (reż. Jan Skotnicki)
- 2013: Ciała obce jako: Jadwiga; Pani w kitlu; uczennica, chór (reż. Jakub Kowalski)
- 2019: Helskie dzwony jako: Bajarka (reż. Ewa Pytka)

### Filmografia
- 1989: Triumph of the spirit, jako Greczynka
- 1994: Radio Romans, odcinek 19 – „Przykre prawdy”, jako nauczycielka Kasi
- 2003: Lokatorzy, odcinek 147, jako Cichocka
- 2004: Sąsiedzi, odcinek 50 – „Zalety pogodnego charakteru”, jako pani Marta, sprzedawczyni czapek w Galerii Akacjowej
- 2011: Ludzkie sprawy, odcinek 1, jako Ludmiła Zbych, żona Romana
- 2011: Czarny czwartek. Janek Wiśniewski padł, bez określenia roli

## Odznaczenia i wyróżnienia
- 2004: nagroda teatralna Marszałka Województwa Pomorskiego z okazji Międzynarodowego Dnia Teatru za wykonanie pieśni fado w spektaklu Fado uznanym za muzyczne wydarzenie teatralne roku[6]
- 2005: nagroda widzów Festiwalu Teatru Wybrzeże – za recitale „Fado” i „Zanim zaśniesz”[10]
- 2007: Nagroda Artystyczna Prezydenta Gdańska[11]
- 2012: Nagroda Prezydenta Miasta Gdańska Dziedzinie Kultury z okazji jubileuszu 30-lecia pracy artystycznej oraz Międzynarodowego Dnia Teatru[12]
- 2014: Laureatka w konkursie „Profesjonaliści Forbesa 2014”[13]
- 2015: Nagroda Specjalna Marszałka Województwa Pomorskiego „za wybitne zasługi w dziedzinie twórczości artystycznej oraz upowszechnianie i ochronę kultury na rzecz mieszkańców Województwa Pomorskiego, za artystyczną wszechstronność i zaangażowanie w promocję sztuki scenicznej z podziękowaniem za wielką pracę na rzecz zachowania pamięci o mistrzu reżyserii teatralnej Ryszardzie Majorze”[3]
- 2015: Pomorska Nagroda Artystyczna za książkę Teatr... jest całym moim życiem. Opowieść o Ryszardzie Majorze[14][15]
- 2017: Nagroda Prezydenta Miasta Gdańska w Dziedzinie Kultury z okazji jubileuszu 35-lecia pracy artystycznej oraz Międzynarodowego Dnia Teatru[12]
- 2020: „Osobowość roku” w kategorii kultura w plebiscycie „Dziennika Bałtyckiego”[16]
- 2022: Nagroda Prezydenta Miasta Gdańska w Dziedzinie Kultury z okazji jubileuszu 40-lecia pracy artystycznej[12]
- 2023: Srebrny Medal „Zasłużony Kulturze Gloria Artis”[17][18]